# Gare de Chasse-sur-Rhône
La gare de Chasse-sur-Rhône est une gare ferroviaire française des lignes de Paris-Lyon à Marseille-Saint-Charles et de Givors-Canal à Chasse-sur-Rhône, située sur le territoire de la commune de Chasse-sur-Rhône, dans le département du Rhône, en région Auvergne-Rhône-Alpes.
C'est une halte voyageurs de la Société nationale des chemins de fer français (SNCF), desservie par des trains TER Auvergne-Rhône-Alpes.

## Situation ferroviaire
Gare de bifurcation, elle est située au point kilométrique (PK) 532,002 de la ligne de Paris-Lyon à Marseille-Saint-Charles et au PK 4,2 de la ligne de Givors-Canal à Chasse-sur-Rhône. Son altitude est de 161 m.
Le raccordement de Chasse-sur-Rhône permet aux trains en provenance de la direction de Lyon et allant vers celle de Givors-Canal et vice versa d'éviter un rebroussement en gare de Chasse-sur-Rhône.

## Service des voyageurs
Chasse-sur-Rhône est une gare du réseau TER Rhône-Alpes desservie par des trains express régionaux de la relation Vienne - Lyon-Perrache - Villefranche-sur-Saône offrant un cadencement à l'heure la journée, à la demi-heure en heure de pointe.

## Accueil
Halte SNCF, c'est un point d'arrêt non géré (PANG) à entrée libre. Elle est équipée d'automates pour l'achat de titres de transport.
Les guichets de cette gare ont fermé au service voyageur début Octobre 2014.

### Desserte
La gare est desservie par les trains du réseau TER Auvergne-Rhône-Alpes.

### Intermodalité
Un parking pour les véhicules y est aménagé. En complément de la desserte ferroviaire, elle est desservie par un service de cars TER en relation avec Vienne - Lyon-Perrache. Elle est également desservie par la ligne 5 du réseau de bus L'va.

## Service des marchandises
Cette gare est ouverte au service du fret (train massif seulement).